# Rottewitz
Rottewitz ist ein Stadtteil von Meißen im Landkreis Meißen, Sachsen.

## Geographie

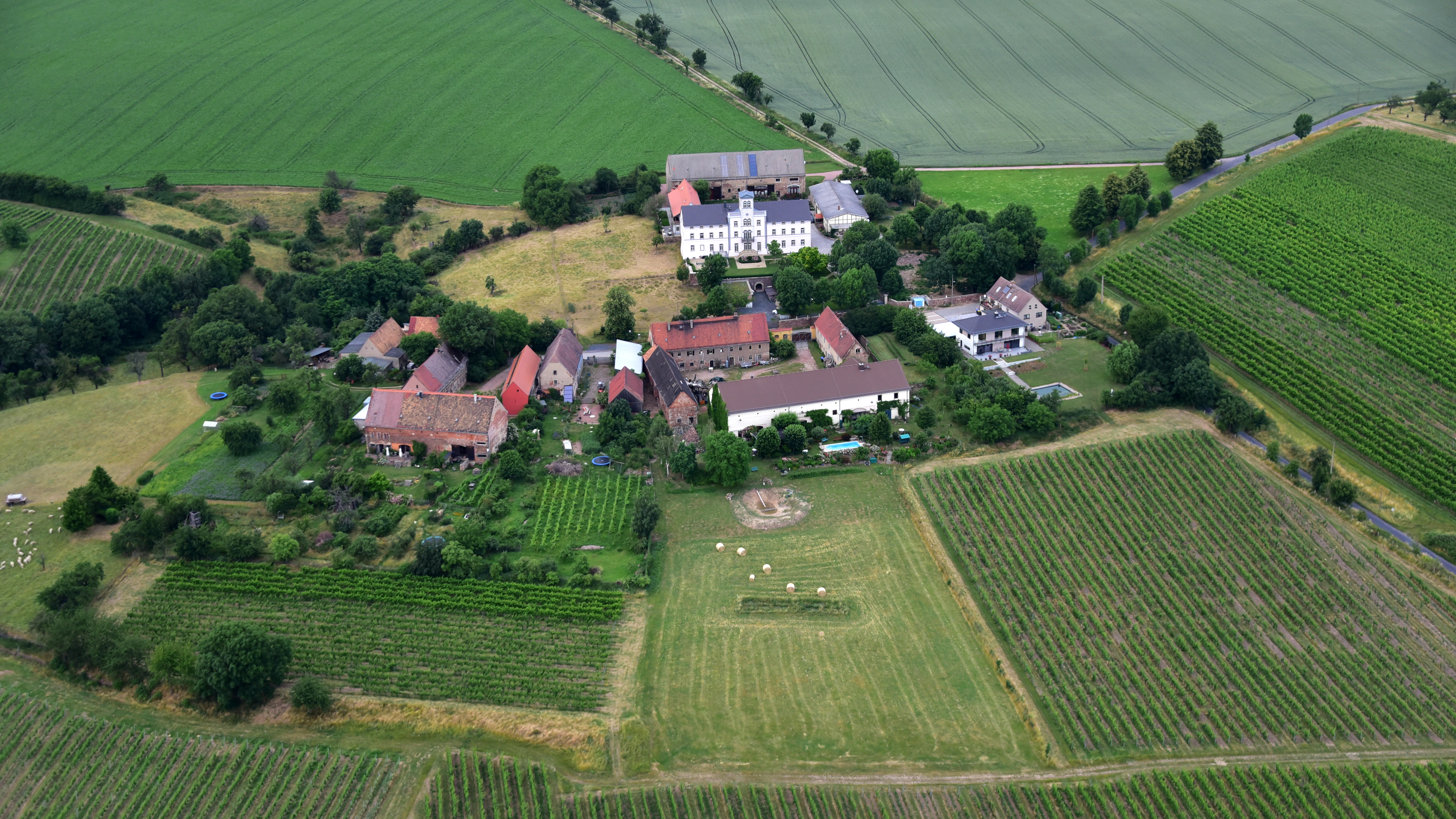
Rottewitz, Luftaufnahme (2017)

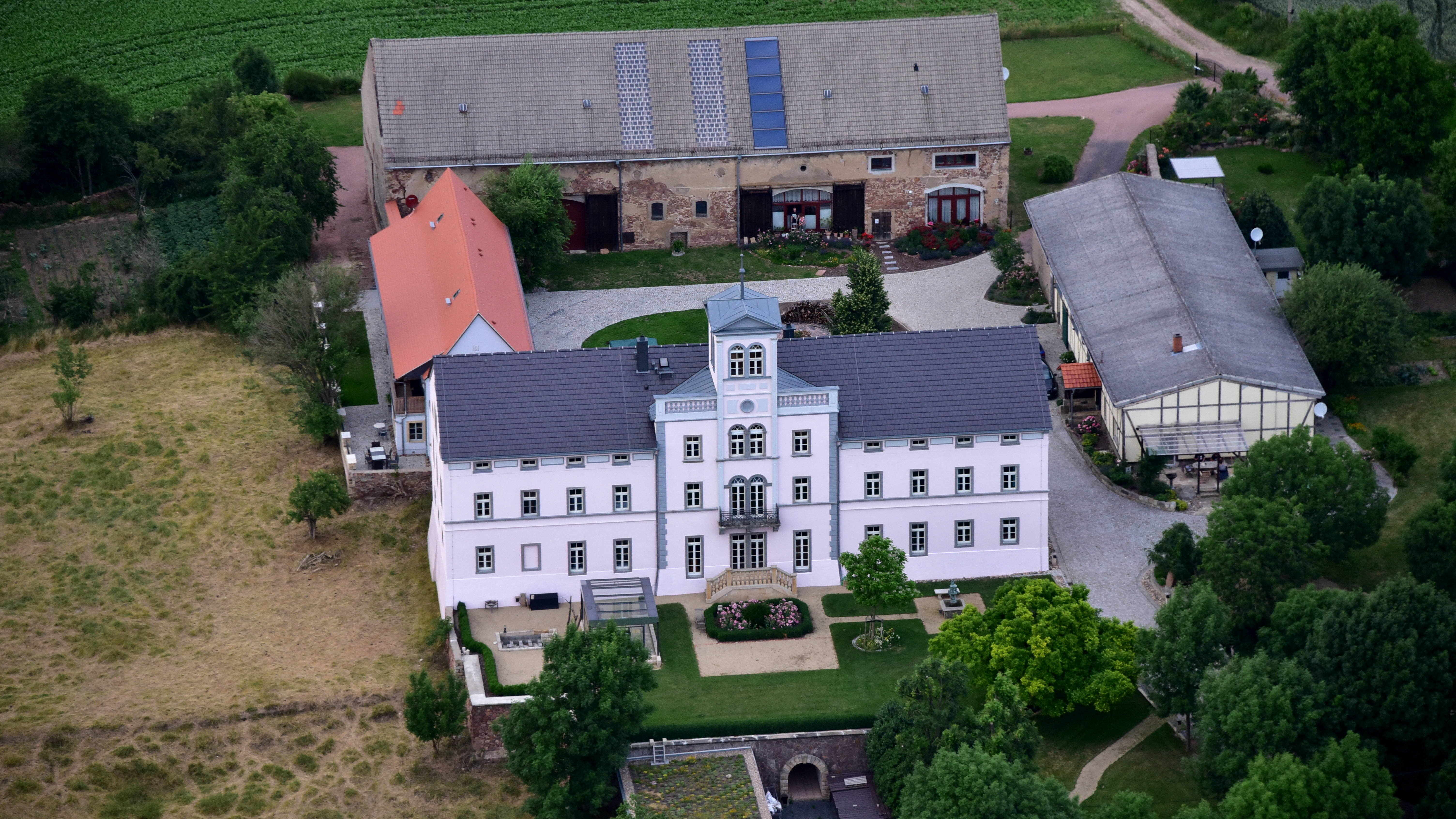
Rottewitz, Rittergut Rottewitz, Luftaufnahme (2017)

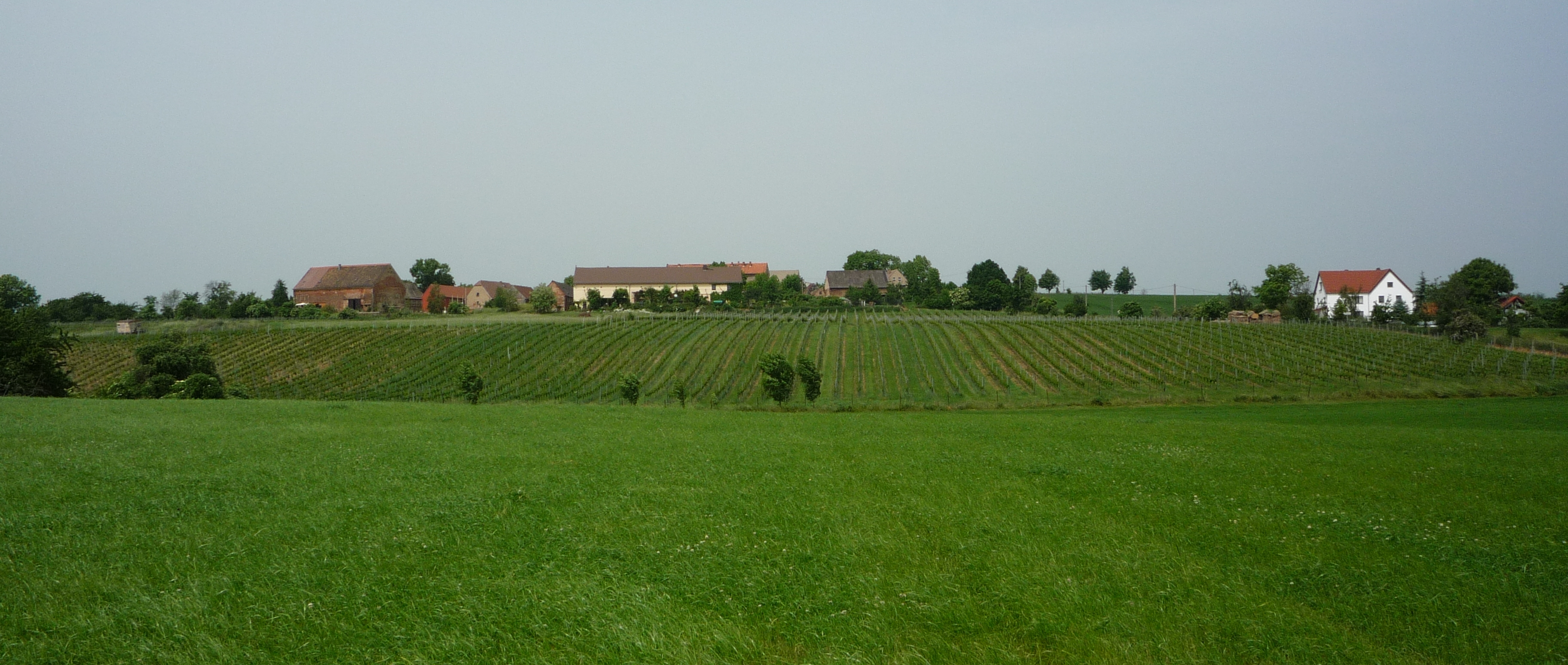
Ortsansicht von Rottewitz

Rottewitz liegt in der gleichnamigen Gemarkung im Nordwesten des Meißner Stadtgebiets. Östlich benachbart ist der Stadtteil Winkwitz. Gegenüber, am anderen Ufer der Elbe, liegen die Klosterhäuser. Nordwestlich benachbart ist Diera.
Der Ortskern befindet sich rechtselbisch auf der mit Lößlehm und Sandlöß bedeckten Hochfläche, die der Knorregrund, ein bewaldetes Seitentälchen, im Südosten begrenzt. Die Hänge im Gebiet um Rottewitz sind gekennzeichnet durch Weinberge, die zum Bereich Meißen im Weinbaugebiet Sachsen gehören, und stillgelegte Steinbrüche. Unter anderem hier wurde durch den Abbau des rötlichen Meißner Granits die Landschaft nachhaltig verändert. Prägend sind ferner die landwirtschaftlich genutzten Flächen auf der Hochebene sowie die Elbwiesen.
Zu Rottewitz gehören außerdem mehrere Häuser entlang der Elbtalstraße und die Bebauung am Heuberg. Der entlang der Rottewitzer Straße gelegene Dorfkern ist über kleine Verbindungsstraßen an Winkwitz und Diera angebunden.

## Geschichte

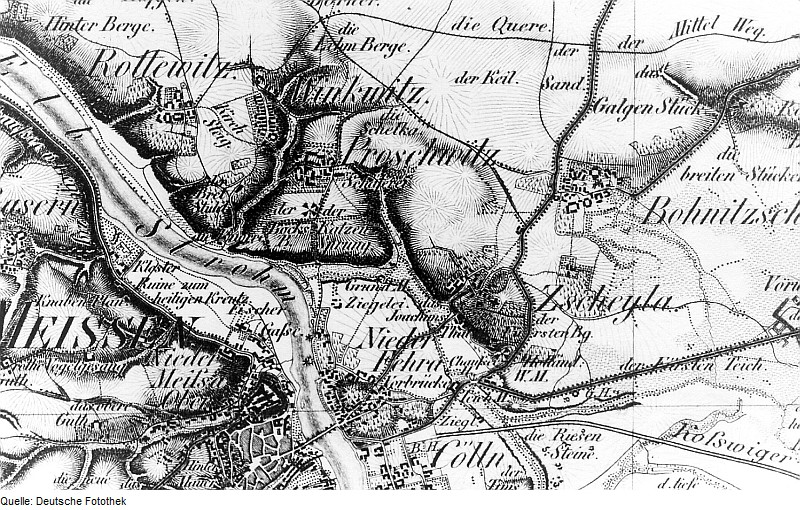
Rottewitz, seine Nachbarorte und alte Flurnamen der nahen Umgebung auf einer Karte aus dem 19. Jahrhundert

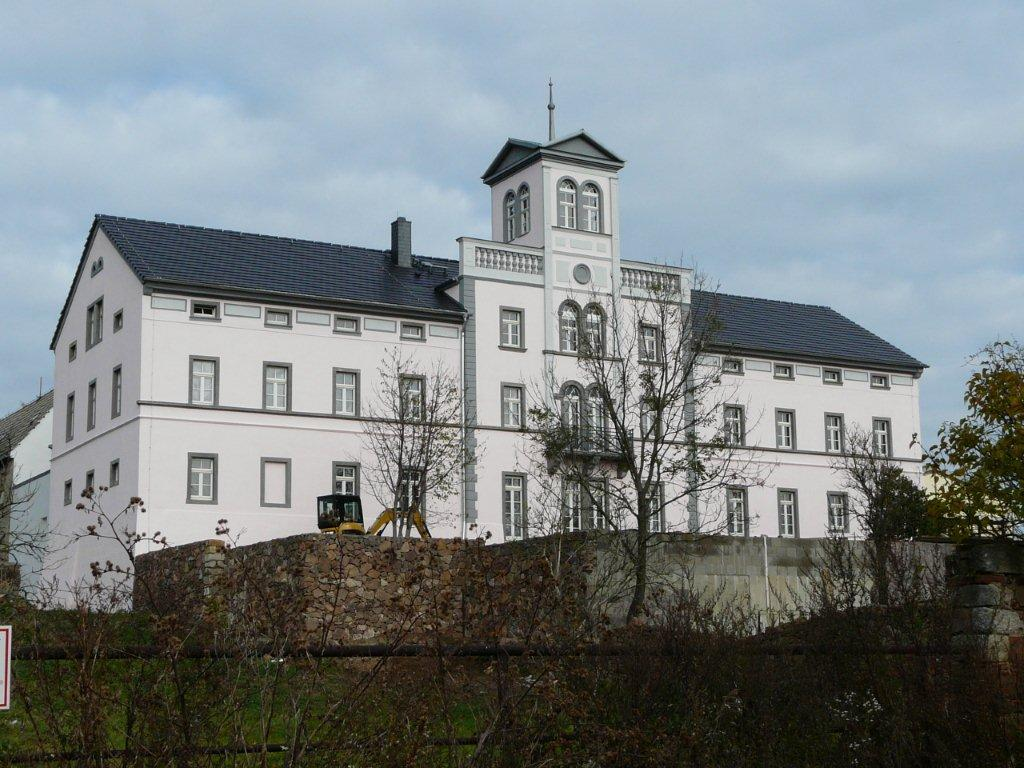
Rittergut Rottewitz

Erstmals erwähnt wurde der aus dem Slawischen stammende Ortsname im Jahre 1074 als „Rothiboresdorf“. In den folgenden Jahrhunderten waren vielfältige Schreibweisen gebräuchlich, darunter „Rokeborthorf“, „Rodboritz“, „Rothebariz“, „Rottenbericz“, „Rottemitz“ und „Roten Borietz“. Die Form „Rottewitz“ ist für 1791 belegt, 1875 existierte daneben auch der Name „Rottwitz“. Der Name lässt sich auf den altsorbischen Personennamen „Ratibor“ zurückführen und bedeutet somit „Siedlung der Leute eines Ratibor“.
Der von Sorben gegründete Rundweiler lag in einer im Jahre 1900 etwa 147 Hektar großen Block- und Streifenflur, auf der die Bewohner Landwirtschaft und Weinbau betrieben. Im Jahr 1487 findet ein Vorwerk im Ort Erwähnung. Die Flur außerhalb des alten Ortskerns mit seinen großen Vier- und Dreiseithöfen ist bis heute weitgehend unbebaut geblieben.
Eingepfarrt war und ist Rottewitz nach Zscheila. Die Grundherrschaft übte 1547 das Stift Meißen aus, anschließend unterstand Proschwitz als Amtsdorf dem Amt Hayn. Die Verwaltung des Ortes oblag im 18. Jahrhundert dem Prokuraturamt Meißen. Im Jahre 1856 gehörte Rottewitz zum Gerichtsamt Meißen und kam danach zur Amtshauptmannschaft Meißen, aus der der gleichnamige Landkreis hervorging.
Auf Grundlage der Landgemeindeordnung von 1838 erlangte Rottewitz seine Selbstständigkeit als Landgemeinde. Es wurde am 1. Oktober 1939 gemeinsam mit Proschwitz nach Winkwitz eingemeindet und kam als dessen Teil am 1. Januar 1994 zu Meißen.

## Einwohnerentwicklung
| Jahr | Einwohnerzahl                |
| ---- | ---------------------------- |
| 1547 | 7 besessene Mann, 3 Inwohner |
| 1764 | 9 besessene Mann             |
| 1834 | 86                           |

| Jahr | Einwohnerzahl |
| ---- | ------------- |
| 1871 | 81            |
| 1890 | 112           |
| 1910 | 152           |

| Jahr | Einwohnerzahl |
| ---- | ------------- |
| 1925 | 136           |
| 1939 | 173           |

## Personen
- Manfred Hackeschmidt (* 16. November 1932 in Rottewitz; † 13. Februar 1995), Hochschullehrer an der TU Dresden, Professor für Strömungslehre und Strömungsmaschinen